# Зиле (Токат)
Зиле́ (тур. Zile) — город и район сельского типа в северной части Турции, в иле Токат. Торговый центр сельскохозяйственного района (пшеница, табак, сахарная свёкла, перерабатываемая на сахарном заводе в Турхале, к северо-востоку от Зиле). Промышленность местного значения (мельницы, пекарни). Население 55673 человек по данным 2018 года.
В античной географии известен как Зела (др.-греч. Ζήλα). Являлся крепостью внутри Понтийского царства, на расстоянии четырёх усиленных дневных переходов к юго-востоку от Амасьи. Зела лежала на возвышении, некоторыми считавшемся искусственным. От Помпея она получила статус города. Здесь находилось известное святилище иранской богини природы и плодородия Анаитиды с большим персоналом храмовых служителей и жрецов. При Зеле была одержана Митридатом победа над Триарием (67 до н. э.) и Цезарем над Фарнаком (47 до н. э.; к ней относится знаменитое изречение лат. Veni, vidi, vici).
В 1958—1959 годах в городах Зиле, Болу, Газиантеп, Динар, Афьонкарахисар, Зонгулдак и многих других городах и сёлах происходили столкновения народа с армией, полицией и жандармами.

## Население города Зиле
| Год  | Население, человек |
| ---- | ------------------ |
| 1965 | 26 200             |
| 1990 | 46 090             |
| 2000 | 52 640             |
| 2007 | 36 154             |
| 2008 | 35 017             |
| 2009 | 33 880             |